# Liste des maires de Dugny
Pour un article plus général, voir Dugny.
| Période                                  | Période  | Identité                     | Étiquette    | Qualité                                                          |
| ---------------------------------------- | -------- | ---------------------------- | ------------ | ---------------------------------------------------------------- |
| 2020                                     | En cours | Quentin Gesell               | DVD          | Cadre territorial, vice-président de la Métropole du Grand Paris |
| 1989                                     | 2020     | André Veyssière              | RPR puis UMP | Réélu pour le mandat 2014-2020                                   |
| 1965                                     | 1989     | Félix Lacan                  | PCF          |                                                                  |
| 1945                                     | 1965     | François Larivière           | PCF          | En 1952, il fit reconstruire le nouvel hôtel de ville.           |
| 1944                                     | 1945     | Emmanuel Lambert             |              |                                                                  |
| 1944                                     | 1944     | François Larivière           | PCF          |                                                                  |
| 1943                                     | 1944     | Léon Clément                 |              |                                                                  |
| 1940                                     | 1942     | Poggioli                     |              |                                                                  |
| 1935                                     | 1940     | Léon Clément                 | SFIO         |                                                                  |
| 1925                                     | 1935     | Marcel Boisseau              |              |                                                                  |
| 1924                                     | 1925     | Pierre Carpentier            |              |                                                                  |
| 1922                                     | 1924     | François Duret               |              |                                                                  |
| 1919                                     | 1922     | Vincent Lobjoit              |              |                                                                  |
| 1912                                     | 1919     | Henri Lionnet                |              |                                                                  |
| 1903                                     | 1912     | Henri Lionnet                |              |                                                                  |
| 1900                                     | 1903     | Jean-Baptiste Solin          |              |                                                                  |
| 1895                                     | 1900     | Édouard Guerin               |              |                                                                  |
| 1893                                     | 1895     | Jules Tugot                  |              |                                                                  |
| 1893                                     | 1893     | Pierre Delaplace             |              |                                                                  |
| 1892                                     | 1893     | Félix Tugot                  |              |                                                                  |
| 1888                                     | 1892     | Jules Gautier                |              |                                                                  |
| 1884                                     | 1888     | Jules Gautier                |              |                                                                  |
| 1876                                     | 1884     | Édouard Rouquier             |              |                                                                  |
| 1874                                     | 1876     | Jules-Pierre-Eléonor Girette |              | Maire du 4e arrondissement de Paris                              |
| 1871                                     | 1874     | Étienne Blanc                |              |                                                                  |
| 1860                                     | 1871     | Jules Cretté De Paluel       |              |                                                                  |
| 1854                                     | 1860     | André Thiequot               |              |                                                                  |
| 1836                                     | 1854     | Charles Sommeillier          |              |                                                                  |
| 1830                                     | 1836     | Pierre Bucaille              |              |                                                                  |
| 1828                                     | 1830     | Alexandre Cretté De Paluel   |              |                                                                  |
| 1826                                     | 1828     | Jean-François Laugier        |              |                                                                  |
| 1820                                     | 1826     | Pierre Benoist Burel         |              |                                                                  |
| 1816                                     | 1820     | Bertucat                     |              |                                                                  |
| 1815                                     | 1815     | Jacques Leblanc              |              |                                                                  |
| 1807                                     | 1815     | Rossighnol                   |              |                                                                  |
| 1801                                     | 1807     | Joseph Bertucat              |              |                                                                  |
| 1794                                     | 1795     | Joseph Bertucat              |              |                                                                  |
| 1791                                     | 1794     | Nicolas Devaux               |              |                                                                  |
| 1790                                     | 1791     | Pierre Trossu                |              |                                                                  |
| Les données manquantes sont à compléter. |          |                              |              |                                                                  |

## Pour approfondir